# Desierto del norte de Asia Central
El desierto norte de Asia Central es una ecorregión en los  desiertos y matorrales xéricos en los países de Kazajistán y Uzbekistán. Las precipitaciones anuales van de 100 a 150 mm, los inviernos son fríos y se alcanzan temperaturas entre -10 a -15 °C y los veranos calurosos, hasta 25 °C. Hay una gama de tipos de hábitat que incluyen salinas, desierto arcilloso, desierto rocoso y algún desierto de arena. La vegetación consiste en escasos arbustos xéricos incluyendo Artemisia y Salsola. La fauna es variada, así como los mamíferos y las aves, hay un gran número de reptiles y muchas especies de invertebrados. Algunas áreas protegidas están incluidas en esta ecorregión pero otras partes están siendo  degradadas por la conversión a  tierras de cultivo, sobrepastoreo y caza furtiva.

## Configuración
El desierto septentrional de Asia central ocupa el sur de Kazajistán y la mayor parte de Uzbekistán. Esta ecorregión experimenta un típico clima desértico frío; las temperaturas medias de enero oscilan entre −10 grados Celsius (14,0 °F) y −15 grados Celsius (5 °F), mientras que las de julio oscilan entre 24 grados Celsius (75,2 °F) y 26 grados Celsius (78,8 °F). En promedio, las precipitaciones van de 100 mm a 150 mm anualmente. La topografía de esta ecorregión es variada, con desiertos salados "solonchak" con un gran número de salinas, desiertos de arcilla, desiertos rocosos, y una pequeña zona de desierto arenoso en la parte sur de la región.

### Flora
La vegetación de esta ecorregión está dominada por arbustos y semi arbustos, con una variedad de diferentes especies adaptadas a los diferentes tipos de suelo que se encuentran en ella. Los desiertos de arcilla sustentan comunidades de Anabasis salsa, Salsola orientalis, y las especies Artemisia A. terrae albae, A. turanica, y A. gurganica. Los desiertos rocosos sostienen principalmente Salsola arbusculae formis y Nanophyton erinaceum, mientras que los "solonchaks" sostienen los semi-arbustos Ceratoides papposa, Artemisia terrae albae, var. massagetovii, A. santolina y A. songarica, arbustos como Calligonum aphyllum, Ephedra lomatolepis así como hierbas como Agropyron frágil.

## Fauna
Los mamíferos del desierto norte de Asia Central incluyen al  erizo de orejas largas. (Hemiechinus auritus), tolai hare (lepus tolai), varias especies de  jerbo y jerboa, antílope saiga (Saiga tatarica), gato estepario (Mustela eversmanni),  gacela boquiabierta (Gazella subgutturosa),  onager (Equus hemonius) y suslik (Spermophilus' spp.).
Las aves de esta ecorregión incluyen  wheatears (Oenanthe isabellina, O. deserti), carricerín del desierto (Sylvia nana),  cuervo de cuello marrón (Corvus ruficollis), la amenazada  avutarda houbara (Chlamydotis undulata),  ganga de vientre negro (Pterocles orientalis), águila dorada (Aquila chrysaetos), águila esteparia (Aquila rapax), buitre egipcio (Neophron percnopterus), y el halcón sacre (Falco cherrug).
En esta ecorregión se pueden encontrar numerosos reptiles, incluyendo numerosos lagartos Agama, el gekko skink de Rustamov (Teratoscincus scincus rustamovi), el lagarto serpiente de Chernov (Ophimorus chernovi), el lagarto de arena de Ferghana (Eremias scripta pherganensis), monitor del desierto (Varanus griseus) y la cobra de Asia Central (Naja oxiana').
La fauna  invertebrada de esta ecorregión es bastante rica, especialmente en los desiertos arenosos, y alberga una variedad de saltamontes, escarabajos, mariposas, termitas y hormigas.

## Estado de conservación y amenazas
El estado de conservación de esta ecorregión figura en la lista de "vulnerables", y las principales amenazas para su integridad son la conversión del hábitat en tierras de cultivo, la caza excesiva y la caza furtiva y el uso de plantas para la producción de leña y seda. Las zonas protegidas incluyen la Reserva Natural de Barsa-Kelmes en una isla del mar de Aral, la reserva de Kaplankyr, la reserva de Ustyurt y el parque nacional de Altyn-Emel en Kazajistán.